# Thực vật cận ăn thịt

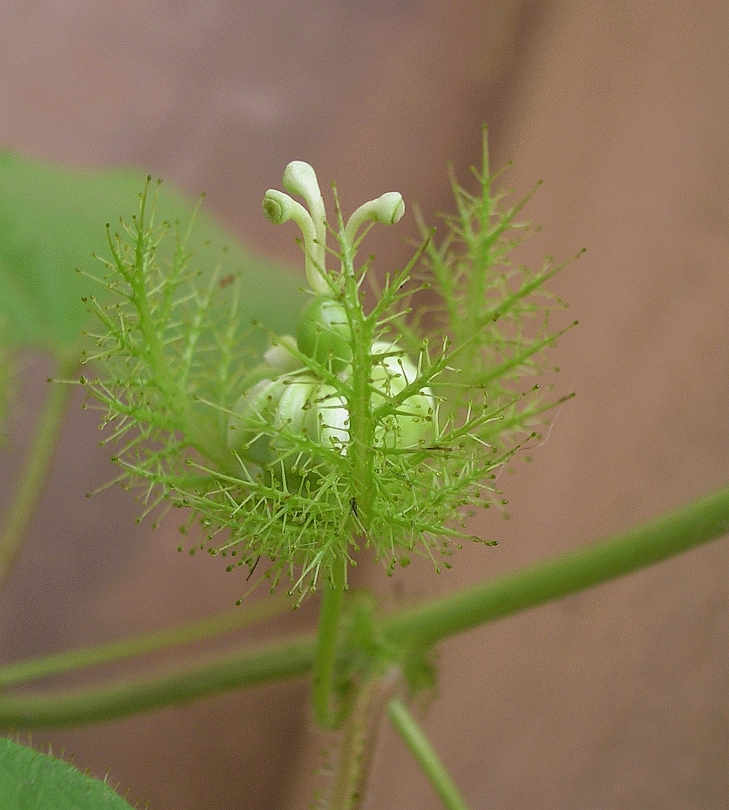
Lá bắc tiết chất nhầy cùng với hoa non cây chùm bao (Passiflora foetida), một loài cây cận ăn thịt.

Thực vật cận ăn thịt hay thực vật tiền ăn thịt là những loài cây biết bẫy và giết côn trùng (hay động vật khác) nhưng không thể trực tiếp tiêu hoá hay hấp thụ dưỡng chất từ con mồi như thực vật ăn thịt. Đặc điểm thích nghi hình thái học chẳng hạn như trichome nhầy hay bẫy lọt ở cây cận ăn thịt cũng mang nét tương đồng với những cấu trúc thường thấy ở cây ăn thịt thực sự.
Một số học giả ưa dùng thuật ngữ "tiền ăn thịt" vì nó mang ngụ ý rằng chúng đang trên con đường tiến hoá thành cây ăn thịt thực sự, trong khi số khác bỏ thuật ngữ này vì cùng lý do.
Ranh giới giữa cây ăn thịt với cây cận ăn thịt lu mờ do sự thiếu vắng định nghĩa rành mạch về tính ăn thịt ở thực vật và sự mơ hồ về định nghĩa ở cả trong nghiên cứu hàn lâm về các loài cây này. Nhiều loài cây cận ăn thịt vẫn hay được xếp vào hàng cây ăn thịt thực thụ do truyền thống nghiên cứu trong lịch sử.